# Alexiens
Pour les articles homonymes, voir CFA.

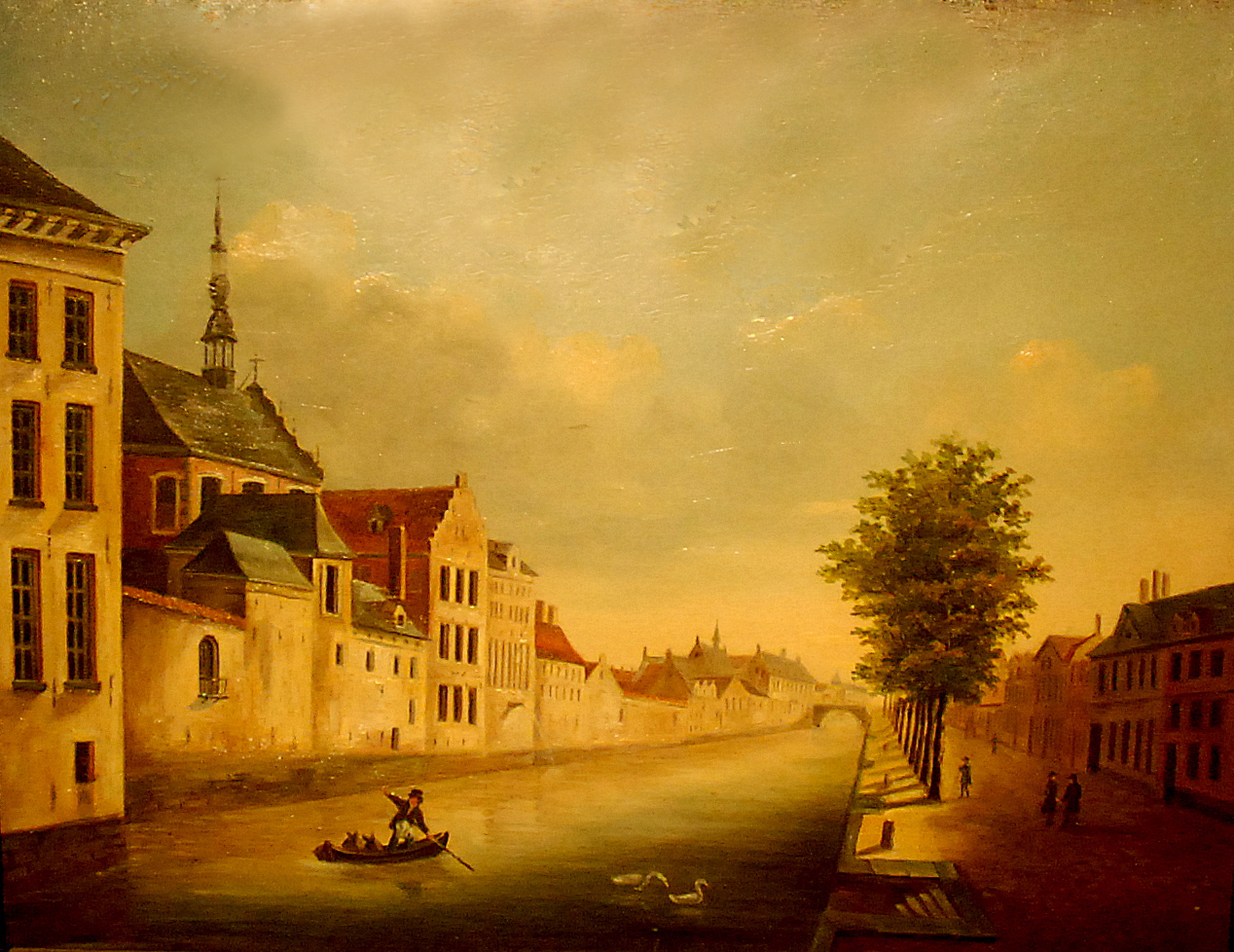
L'ancien couvent des Alexiens à Gand (peinture du XIXe siècle).

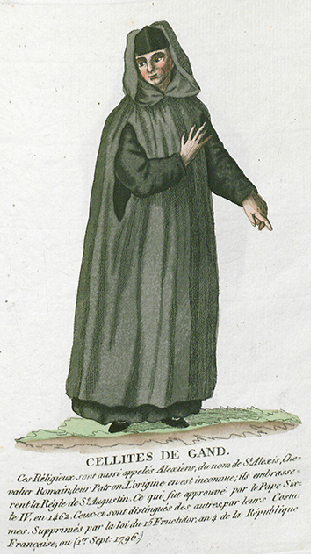
Cellites de Gand.

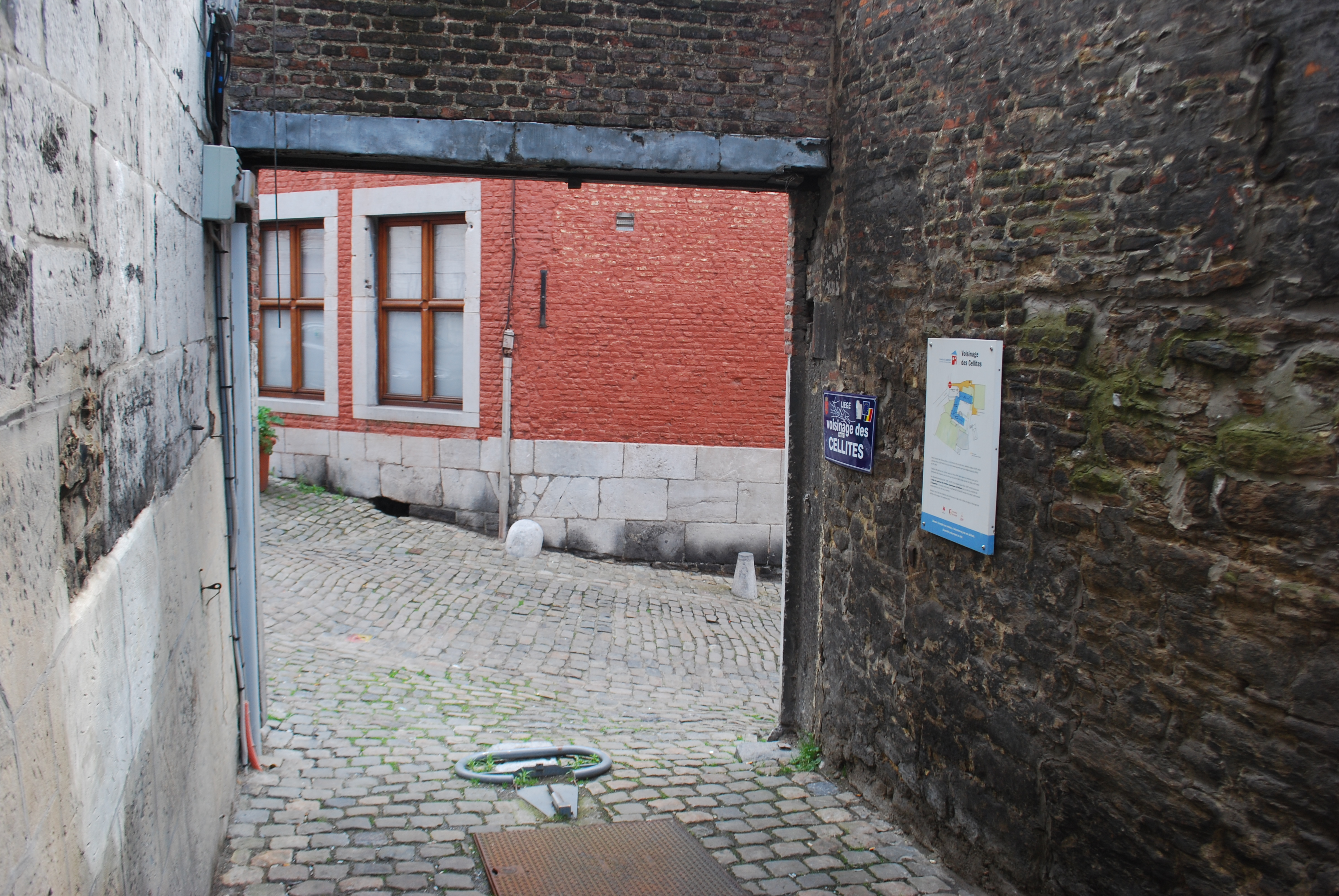
Les Cellites avaient leur ruelle dans le vieux Liège (Belgique).

Les Alexiens, Cellites ou Lollards, forment à l'origine (au XIVe siècle) une association pieuse de laïcs qui, par esprit religieux et social, se chargeaient d'ensevelir les pestiférés et ceux qui ne pouvaient se payer des funérailles. Au fil des temps, ils créèrent des hospices pour les soigner, avec les indigents et plus tard les aliénés légers. Ces laïcs s'appelaient frères, menant une vie austère, mais ne prononçaient pas de vœux. Il est remarquable de noter qu'ils ne se sont pas formés autour d'un fondateur reconnu. 
Depuis leur renaissance dans la seconde moitié du XIXe siècle, leur nom officiel est Congrégation des frères alexiens, C.F.A. (Congregatio Fratrum Alexianorum). Leur vocation est aujourd'hui d'abord hospitalière, notamment dans le domaine psychiatrique. Les Frères alexiens s'occupent aussi de réinsertion judiciaire et sociale et de réhabilitation dans le domaine de la santé mentale et physique. Leur fondation fait travailler 13 000 salariés intervenants sociaux et médicaux en Allemagne et compte parmi les réseaux hospitaliers catholiques les plus significatifs aux États-Unis.

## Origines
Leur présence est attestée en Belgique dès 1305. Comme beaucoup d'associations pieuses et relativement informelles de cette époque les Alexiens évoluèrent en ordre religieux, avec règles et constitutions.
En 1459, Pie II leur accorde de prononcer des vœux solennels. Ils forment dès lors une congrégation religieuse, et vivent, célibataires en communautés, suivant la règle de saint Augustin. Par vocation religieuse ces frères continuaient à procéder aux enterrements, à soigner les malades, et prenaient en charge les malades mentaux.

## Divers noms
Divers noms leur étaient donnés : 
- Les Lollards: par allusion aux psalmodies qu'ils murmuraient en accompagnant les morts au cimetière.
- Les Cellites: du latin cella qui peut signifier tombeau.
- Les Cellebroeders (en Flandres): c'est-à-dire les frères des tombeaux. En d'autres mots: les frères fossoyeurs.
- Les Alexiens : par invocation à saint Alexis, patron des infirmiers, des mendiants et des pèlerins.

Ils se répandirent en Flandre, à Liège, Maastricht et au Nord de l'Allemagne. Leur action était appréciée. Ils bénéficiaient d'un large soutien, tant des particuliers que des pouvoirs publics.

## Renaissance (XIXesiècle)

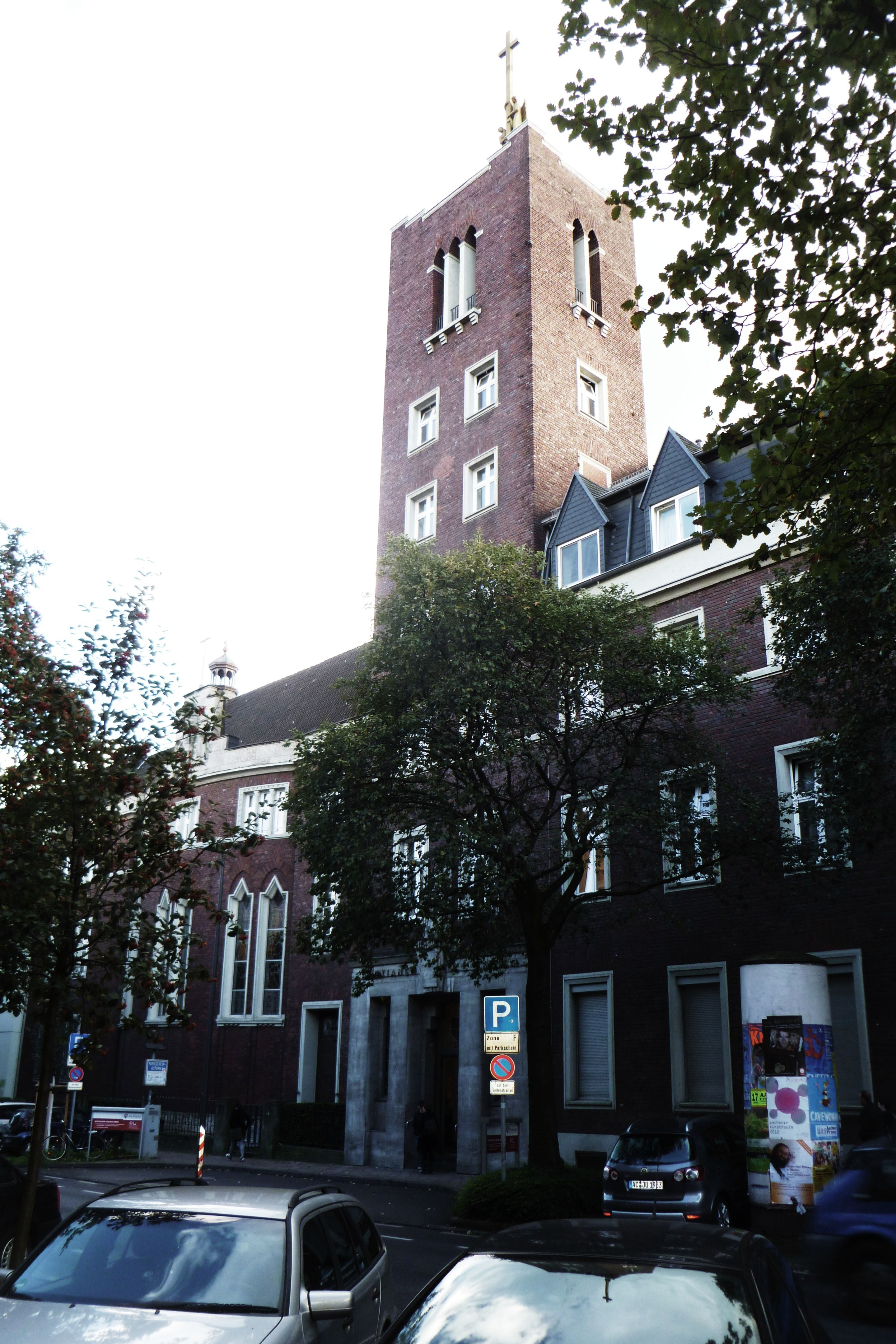
Maison-mère et hôpital des Alexiens d'Aix-la-Chapelle.

Expropriés et dispersés par la Révolution française, les frères ne sont plus que trois en 1812 à Aix-la-Chapelle, mais ils arrivent à recruter par la suite en menant une vie semi-séculière, jusqu'en 1856. C'est le frère Dominique Brock (1813-1880) qui leur redonne une impulsion dès 1854 avec une organisation plus solide fondée sur la règle de saint Augustin. Il envoie ensuite les frères sur les champs de bataille soigner les soldats prussiens. Ils sont particulièrement actifs pendant la guerre des Duchés de 1864, la guerre austro-prussienne de 1866 et la guerre franco-prussienne de 1870. 
Un groupe de frères, dirigés par le frère Bonaventure Thelen, est envoyé aux États-Unis en 1866 pour essaimer à Chicago et dans l'Illinois. C'est grâce à cette implantation que les frères alexiens sont aujourd'hui encore pleinement vivants. Ils ont ouvert des maisons dans le Missouri, le Wisconsin et le New Jersey. 
Les frères sont aussi envoyés en Belgique d'où ils avaient disparu. Leur apostolat est consacré au monde de l'hôpital et des souffrants, et notamment des aliénés. Les frères sont envoyés aussi en Irlande et en Angleterre. 
Après 1933, les Alexiens allemands s'opposent  au programme d'euthanasie des malades mentaux et personnes « socialement inutiles » prôné par le régime national-socialiste. Ce sont quarante-six frères de la branche de Cologne et seize de la branche de Neuss, qui passent en jugement simplement pour l'année 1937. Ils envoient un certain nombre de leurs patients dans leurs maisons de Belgique pour les faire échapper à la mort. La prise de position du cardinal von Galen du 3 août 1941 contre l'euthanasie est directement inspirée d'entretiens qu'il a eus avec le frère Alexien Gereon Wittkamp, recteur de la maison de Kannen, près de Münster. Certaines maisons sont fermées ou passées à des congrégations de religieuses, afin d'éviter les condamnations du régime.
La crise des vocations des années 1960-1980 a particulièrement touché les maisons européennes (le dernier Alexien de Cologne meurt en 1987), mais les frères Alexiens sont toujours dynamiques aux États-Unis où les besoins sont immenses, notamment en ce qui concerne les hommes atteints par les souffrances psychiques, les psychopathologies, la drogue et les dépendances aux psychotropes, le SIDA, l'errance et l'absence de toit. Les frères américains ont ouvert une mission aux Philippines depuis les années 1990 et une mission en Hongrie depuis 2003, pour les mêmes besoins.
Les frères alexiens possèdent toujours des établissements en Irlande et en Grande-Bretagne. Le dernier frère alexien belge est mort au début du XXIe siècle. Il a vécu jusqu'au bout à la clinique psychiatrique des frères Alexiens à Henri-Chapelle. Les établissements de Belgique sont aujourd'hui gérés par des laïcs. 

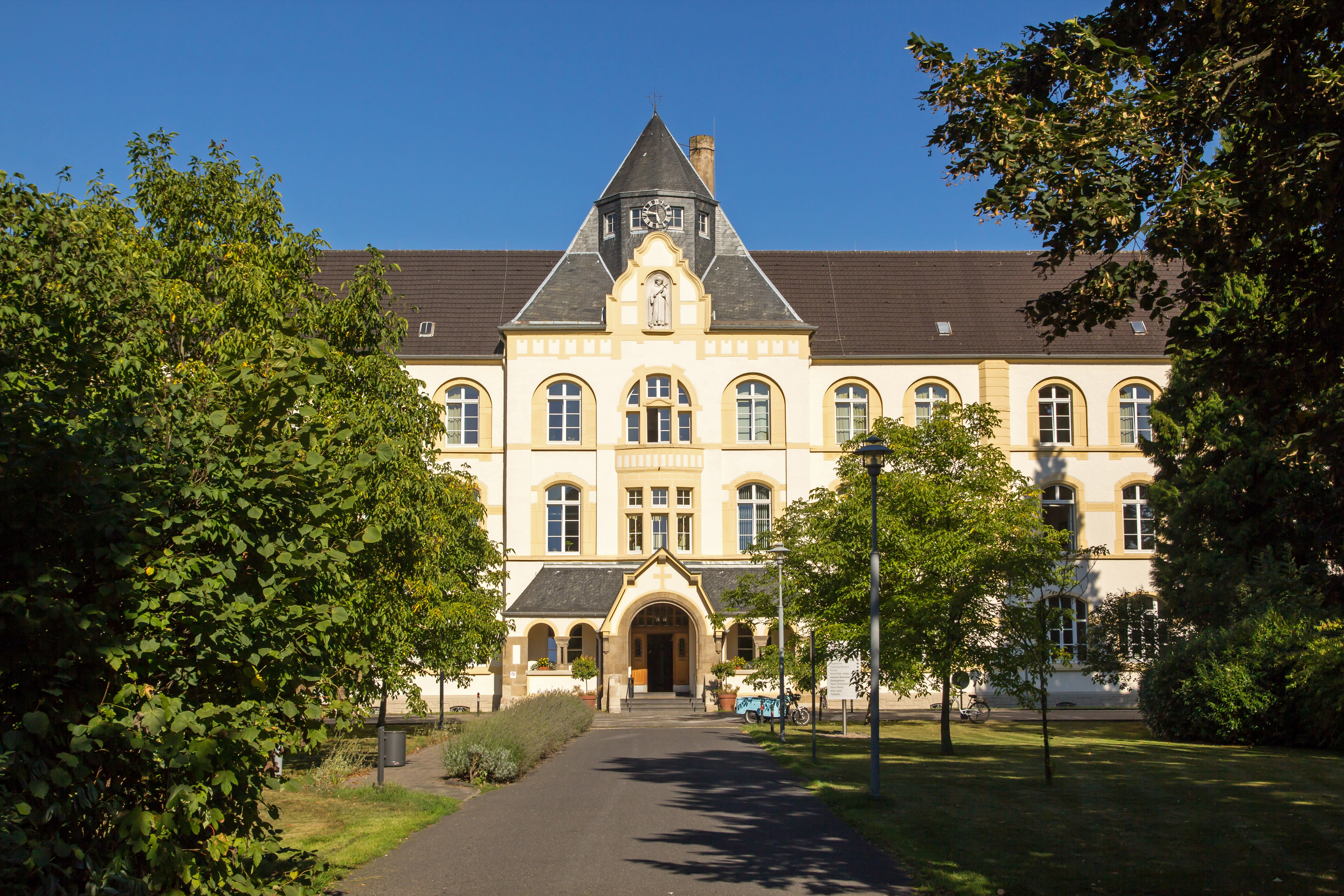
Hôpital des Alexiens de Cologne.

Ils sont aujourd'hui organisés en deux provinces et deux régions :
- La province de l'Immaculée-Conception (États-Unis, Philippines et Hongrie) fondée par des frères venus d'Aix-la-Chapelle en 1866. Cette province accueille de nouveaux postulants chaque année;
- La province de Saint-Alexis en Allemagne avec des maisons à Elsdorf, Aix-la-Chapelle (maison-mère de la congrégation), Neuss et Münster. Elle s'occupe d'hôpitaux et d'hôpitaux psychiatriques, et de psychiatrie judiciaire, ainsi que de maisons de réhabilitation. Cette province a ouvert une clinique de jour avec maison de formation au Kerala. Elle compte une vingtaine de frères[5] qui portent une chasuble noire avec col blanc à l'allemande. Cette province est le résultat de la fusion des Alexiens de Neuss (qui ont fusionné avec les Alexiens de Cologne en 1968) et des Alexiens d'Aix-la-Chapelle en 1990, puis de cette dernière province avec les autres Alexiens allemands en 2008. Cette province est organisée en neuf régions qui impliquent plus de deux cents établissements. Les Alexiens allemands au travers de leur fondation gèrent un personnel social et hospitalier de 13 000 personnes[6];
- L'ancienne province du Sacré-Cœur (Irlande et Grande-Bretagne), fondée en 1875 à Manchester. Elle compte aujourd'hui des maisons à Manchester, Londres, Dublin et Limerick;
- Les maisons de Belgique tenues par des laïcs à Boechout, Tirlemont, Grimbergen, et Henri-Chapelle. À Bruxelles, la rue des Alexiens (en néerlandais Cellebroedersstraat) témoigne qu'il y eut autrefois une maison à cet endroit. Les locaux des Hospices réunis qui s'y trouvaient sont aujourd'hui occupés par la Clinique César De Paepe, dépendant du CHU Saint-Pierre qui, quoique dise son nom, dépend de l'Université libre (c'est-à-dire libre-exaministe) de Bruxelles.

Leur maison généralice est à Signal Mountain dans le Tennessee. Le supérieur général en 1998 est le frère Edward Walsh (réélu en 2010 jusqu'en 2016) qui a émis ses premiers vœux chez les Alexiens en 1957. Le Frère Lawrence Krueger lui succède en 2016. Au 31 décembre 2005, la congrégation comptait soixante-trois maisons et quatre-vingt-sept religieux dont trois prêtres. Leur effectif est de soixante-dix frères en 2014.

### Articles liés
- Ordres religieux par ordre alphabétique
- Liste des congrégations catholiques
- Histoire des congrégations chrétiennes
- Jean Tack